# Coadout
Coadout (en bretó Koadoud) és un municipi francès, situat a la regió de Bretanya, al departament de Costes del Nord. L'any 1999 tenia 497 habitants.

## Demografia
| 1962                                       | 1968 | 1975 | 1982 | 1990 | 1999 |
| ------------------------------------------ | ---- | ---- | ---- | ---- | ---- |
| 369                                        | 331  | 299  | 401  | 483  | 497  |
| Des de 1962: població sense dobles comptes |      |      |      |      |      |

## Administració
| Període | Identitat     | Partit |
| ------- | ------------- | ------ |
| 2001-   | Yvon Philippe |        |

## Personatges il·lustres
- Erwan ar Moal, escriptor en bretó.